# روژر (بازیکن فوتبال، زاده ۱۹۸۵)
روژر (پرتغالی: Roger؛ زادهٔ ۷ ژانویهٔ ۱۹۸۵) بازیکن سابق و مربی فوتبال اهل برزیل است.
از باشگاه‌هایی که در آن بازی کرده‌است می‌توان به باشگاه فوتبال شاپه‌کوئنزه، باشگاه ورزشی باهیا، باشگاه ورزشی ویتوریا، باشگاه فوتبال فلومیننزه، باشگاه فوتبال سائو پائولو، باشگاه فوتبال سوون سامسونگ، باشگاه فوتبال گوارانی، باشگاه فوتبال پونته پرتا، باشگاه فوتبال اتلتیکو پارانائنزه، باشگاه فوتبال کاشیوا ریسول، باشگاه ورزشی سئارا، باشگاه فوتبال النصر امارات، باشگاه ورزشی اسپورت رسیفی، و باشگاه فوتبال پالمیراس اشاره کرد.